# Domqueur
 Domqueur  es una población y comuna francesa, en la región de Picardía, departamento de Somme, en el distrito de Abbeville y cantón de Ailly-le-Haut-Clocher.

## Demografía
| 731 | 586 | 810 | 870 | 875 | 886 | 899 | 891 | 877 | 842 | 873 | 851 | 804 | 749 | 676 | 618 | 545 | 525 | 537 | 479 | 429 | 392 | 390 | 398 | 364 | 381 | 364 | 329 | 326 | 276 | 261 | 243 | 262 |
| Para los censos de 1962 a 1999 la población legal corresponde a la población sin duplicidades (Fuente: INSEE [Consultar]) |     |     |     |     |     |     |     |     |     |     |     |     |     |     |     |     |     |     |     |     |     |     |     |     |     |     |     |     |     |     |     |     |